# Paquexprés
Paquete Exprés o Paquexprés fue un servicio de paquetería por ferrocarril ofrecido por RENFE en España. Comenzó en los años 1970, aunque el servicio postal ya existía desde bastante antes, prestándose en los propios furgones postales de los trenes de viajeros, pero sin esta denominación.

## Historia
Este servicio experimentó un crecimiento en la citada década, con lo que comenzó a denominarse Régimen de equipaje, para admitir el transporte de objetos más pesados y voluminosos. Se crearon entonces algunos servicios exclusivos de trenes para Correos y paquetería, con el objetivo de no lastrar los tiempos de viaje de los expresos (similares a los Diurnos o expresos nocturnos) con las labores de carga y descarga en las distintas estaciones.
Cuando Renfe se subdivide en diferentes Unidades de Negocio (UNes), (tales como Tracción, Largo Recorrido, Regionales, Mercancías, o Paquetería Renfe), a finales de los años 80, comienza la decadencia de este económico servicio, que adquiere entonces su propia imagen corporativa.
En 1995 deja de prestarse el servicio por ferrocarril, pasando a hacerse por carretera, para suprimirse totalmente -junto con el de Correos y Telégrafos- en 1996. A partir de esa fecha, desaparece la paquetería, y el servicio de Correos pasa a realizarse por carretera.

## Los vagones
En sus inicios, se venía utilizando el propio furgón postal que casi todos los trenes de la época poseían, incorporado dentro del habitáculos de los viajeros, en uno de los extremos del coche. En los años 40, Renfe adquiere los primeros furgones de paquetería metalizados de bogies, de la serie DD-5000. También transformará antiguos furgones y otros coches para formar los DD-3000.
En 1968-1973, Renfe adquiere dentro de la larga serie 8000 tres subseries de furgones de paquetería, a saber: DD-8000 (furgón); DDT-8000 (furgón con calderín) y DDET-8000 (furgón con calderín y departamento postal). A finales de los 70 se incorporan  vagones cerrados de la serie J-600000, que lucian grandes letreros en el lateral con las letras mayúsculas "PAQUEXPRES" en amarillo.
A finales de los años 80 son transformados en las series 11.400 y 12.400, que se comentan más adelante. 
Posteriormente pasa a realizarse en vagones de mercancías -de color rojo- tipo JPD de ejes, o JJPD de bogies. También se utilizan furgones -similares a coches de viajeros- de las series 10.400, 11.400 y 12.400, y en trenes AVE se incorporaba también un departamento para este servicio.